# 乙拉西坦
乙拉西坦是含氮有机化合物，化学式C8H14N2O2，化学名α-乙基-2-氧-1-吡咯烷乙酰胺，属于拉西坦类药物，由比利时优时比（UCB Pharma）开发的一款促智药。其有两种对映体：左旋体的S-乙拉西坦和右旋体的R-乙拉西坦，然而只有左旋体——左乙拉西坦有生理活性，现已作为抗癫痫药销售；右旋体无活性。两种对映体在甲醇溶液中转变温度为30°C。
其可由2-吡咯烷酮在甲苯或四氢呋喃中与碱形成盐后，再与溴代丁酰胺缩合得到。